# Джеффрі Донован
Джеффрі Т. Донован (англ. Jeffrey T. Donovan; нар. 11 травня 1968) — американський кіно- і телевізійний актор, найбільш відомий як колишній шпигун Майкл Вестен у популярному телесеріалі «Чорна мітка». Зіграв Роберта Кеннеді у фільмі Клінта Іствуда «Дж. Едгар» (2011).

## Біографія
Донован народився в Еймсбері, Массачусетс, де жив разом з двома братами, Майклом і Шоном, і матір'ю, Ненсі Метьюс.
Будучи в середній школі Еймсбері, він навчався у вчителя Патрісії Гойт. Вона допомогла йому відкрити драмгурток, а потім знайшла йому особисту стипендію, яка дозволила йому «брати участь у літній програмі, яка допомогла вимостити шлях до його акторської кар'єри». Він навчався в коледжі Bridgewater, а потім перевівся до Массачусетського університету в Емгерсті, де здобув ступінь бакалавра в театральному мистецтві, після чого Донован влаштувався працювати водієм пасажирського автобуса University Massachusetts Transit Service. Він працював для того, щоб заробити на ступінь магістра, яку незабаром отримав у школі мистецтв Тіш (англ. Tisch School of the Arts), частини Нью-Йоркського університету.
Під час навчання у коледжі Донован захоплювався бойовими мистецтвами. Заробивши чорний пояс з карате (Шотокан), він став брати уроки айкідо та бразильського джиу-джитсу.

## Кар'єра

### Кіно та телебачення
Закінчивши Нью-Йоркський університет, Донован дебютував у фільмі «Навиворіт». З тих пір він грав значні і незначні ролі в різних фільмах і телесеріалах, наприклад: «Забійний відділ», «Спін Сіті», «Притворщик», «Монк», «C.S.I.: Місце злочину Маямі», «Відьоме лезо» та «Закон і порядок», «Підміна». Він також знімався в декількох телефільмах і в ролі лиходія в телесеріалі «Поріг».
У 2005 році Донован з'явився в ролі нахабного брокера Венса Менсона в романтичній кінокомедії «Метод Хітча». З 2007 по 2013 рік грав головну роль у телесеріалі «Чорна мітка», а в 2015 виконував роль Додда Герхардта в культовому серіалі «Фарго». Крім того, у 2015 та 2017, відповідно, Донован зіграв у бойовиках «Сікаріо» та «Сікаріо 2». У 2017 актора можна було побачити в драматичному трилері «Постріл в безодню» в компанії Ніколай Костер-Валдау. Донован виконав у фільмі роль Балона, боса в'язниці.
У 2020 році в прокат вийшов бойовик «Чесний злодій» з Ліамом Нісоном, в якому Донован зіграв агента Мейерса. У 2021 році Донован знявся у фільмі Гая Річі «Гнів людський» з Джейсоном Стейтемом у головній ролі.

### Театр
Донован неодноразово грав на театральній сцені. Він виконав головну роль у постановці Гамлета, роль Марка в постановці п'єси «Вид з мосту». Також, він грав у таких п'єсах, як «Візит інспектора», «Речі, які не можна говорити за північ», «Слава життя», «Іграшки на горищі», «Едіп», «Земля свободи».
З осені 2008 року навесні 2009-го Джеффрі Донован грав у комедії «Не одягайся на вечерю» у Чикаго. Крім того, актор брав участь у радіопостановках: «У порту», «Грона гніву».

## Особисте життя
25 серпня 2012 року Донован одружився з Мішель Вудс. У пари троє дітей: дві доньки та син.

## Фільмографія
| Рік       |    | Українська назва                      | Оригінальна назва                | Роль                     |
| --------- | -- | ------------------------------------- | -------------------------------- | ------------------------ |
| 1995      | ф  | Кидок                                 | Throwing Down                    | Піт Галлей               |
| 1995—2007 | с  | Закон і порядок                       | Law & Order                      | Джейкоб Різ              |
| 1995      | с  | Убивчий відділ                        | Homicide: Life on the Street     | Майлз Делл і Ньютон Делл |
| 1996      | ф  | Сплячі                                | Sleepers                         | Генрі Еддісон            |
| 1996      | ф  | Критичні вибори                       | Critical Choices                 | Ренді                    |
| 1997      | с  | Тисячоліття                           | Millennium                       |                          |
| 1997      | ф  | Канікули у Вегасі                     | Vegas Vacation                   | працівник готелю         |
| 1997—1998 | с  | Імітатор                              | The Pretender                    | Кайл                     |
| 1997      | ф  | Могила 38                             | Catherine's Grove                | Томас Мейсон             |
| 1997      | с  | Інший світ                            | Another World                    | Дуейн «Поппер» Коллінз   |
| 1998      | тф | Свідок проти мафії                    | Witness to the Mob               | агент                    |
| 1998      | тф | Коли мовчать фанфари                  | When Trumpets Fade               | Боббі                    |
| 1999      | с  | Спін-Сіті                             | Spin City                        | Том                      |
| 2000      | с  | Удар                                  | The Beat                         | Бред Ульріх              |
| 2000      | ф  | На живця                              | Bait                             | Хуліо                    |
| 2000      | ф  | Відьма з Блер 2: Книга тіней          | Book of Shadows: Blair Witch 2   | Джеффрі Паттерсон        |
| 2002      | ф  | Мета                                  | Purpose                          | Роберт Дженнінгс         |
| 2002      | с  | Відьмін клинок                        | Witchblade                       | Деніел Джермен           |
| 2004      | ф  | Сем та Джо                            | Sam & Joe                        | Ерік                     |
| 2004      | с  | Дотик зла                             | Touching Evil                    | детектив Дейв Криган     |
| 2005      | ф  | Метод Хітча                           | Hitch                            | Венс Менсон              |
| 2005      | с  | C.S.I.: Місце злочину Маямі           | CSI: Miami                       | Тодд Кендрік             |
| 2006      | ф  | Приходь раніше                        | Come Early Morning               | Кол Перселл              |
| 2006      | с  | Вороги                                | Enemies                          |                          |
| 2006      | с  | Межа                                  | Threshold                        | доктор Джуліан Слоан     |
| 2006      | с  | Так, люба!                            | Yes, Dear                        | фанат                    |
| 2006      | ф  | Повір у мене                          | Believe in Me                    | Клей Дрісколл            |
| 2006      | с  | Монк                                  | Monk                             | Стив Вагнер              |
| 2007      | с  | Розслідування Джордан                 | Crossing Jordan                  | Вільям Айверс            |
| 2007—2013 | с  | Чорна мітка                           | Burn Notice                      | Майкл Вестен             |
| 2007      | ф  | Остаточний проект                     | Final Draft                      | Паскаль                  |
| 2008      | ф  | Непередбачливість                     | Hindsight                        | Пол                      |
| 2008      | ф  | Підміна                               | Changeling                       | капітан Джонс            |
| 2011      | тф | Чорна мітка: Падіння Сема Екса        | Burn Notice: The Fall of Sam Axe | Майкл Вестен             |
| 2011      | ф  | Дж. Едгар                             | J. Edgar                         | Роберт Кеннеді           |
| 2015      | с  | Фарго                                 | Fargo                            | Додд Герхардт            |
| 2015      | ф  | Вимирання/Ласкаво просимо до Гармонії | Extinction                       | Джек                     |
| 2015      | ф  | Сікаріо                               | Sicario                          | Стів Форсінг             |
| 2016      | с  | Ясновидець                            | Shut Eye                         | Чарлі Хаверфорд          |
| 2017      | ф  | Постріл в безодню                     | Shot caller                      | Кримінник Балон          |
| 2018      | ф  | Сікаріо 2                             | Sicario: Day of the Soldado      | Стів Форсінг             |
| 2019      | ф  | Злодії                                | Villains                         | Джордж                   |
| 2020      | ф  | Чесний злодій                         | Honest Thief                     | агент Мейєрс             |
| 2020      | ф  | Дозволь йому піти                     | Let Him Go                       | Білл Вібой               |
| 2021      | ф  | Гнів людський                         | Wrath of Man                     | Джексон                  |
| 2022      | в  | Примарний патруль 2                   | R.I.P.D. 2                       | Рой Пулсіфер             |
| 2023      | ф  |                                       | Surrounded                       | Вілер                    |